# Királyi halak
Az Egyesült Királyság törvényei alapján a bálnák és tokfélék királyi halak, és amikor elfogják őket, az Egyesült Királyság uralkodójának személyes tulajdonába kerülnek a királyi előjog alapján.

## Angliában és Walesben
William Blackstone Commentaries on the Laws of England című műve alapján a bálna és tokhal „felsőbbrendű kiválósága” tette őket különösen alkalmassá az uralkodó használatára. Az angol part közelében az uralkodó tulajdonát képezik elfogásuk pillanatában, míg a bárhol máshol kifogott állatok tulajdonjoga a partra vetéskor száll át az uralkodóra. Dánia királyai és Normandia hercegei hasonló előjogot élveztek.
Az uralkodó jogát a királyi halakra egy II. Eduárd uralkodása idején életbelépő törvény is elismerte. Henry de Bracton szerint „de balena vero sufficit…  si rex habeat caput, et regina caudam”: a királyé a bálna feje, a királynőé a farka. A Moby-Dickben Herman Melville William Prynne jogászt idézi miszerint a királynő azért kapta a farkat, hogy a fűzőihez és gallérmerevítőihez legyen halcsont. (bár Melville rámutat, hogy a halcsont valójában bálnaszila bizonyos bálnák szájából). Ha megfogadjuk Prynne javaslatát a szabály eredetére, akkor a helyzet megfordulhat, ha az uralkodó nő; a kérdésben egyértelmű döntés még nem született.
A jelenlegi szabályok alapján a Receiver of Wreck (roncsok fogadója) az a hivatalnok, akinek a feladata az angol partokra érkező királyi halak átvétele. A királyi halakra vonatkozó szabályok időnként még mindig felkeltik a közfigyelmet és vitát, ahogy ezt bizonyítja a halász esete, aki kifogott és eladott egy tokhalat Swansea Bayben 2004-ben.

## Skóciában
Skóciában az uralkodó tulajdonjoga azokra a bálnákra terjed ki, amelyek túl nagyok ahhoz hogy a partra lehessen őket vontatni egy „hat ökör húzta szekérrel”; a gyakorlatban ezt úgy értelmezik, hogy a bálnának 25 lábnál (7,62 méternél) hosszabnak kell lennie. Az uralkodó nevében való begyűjtés joga a skót kormány tengerészeti igazgatóságánál (Scottish Government Marine Directorate) van.

## Fordítás
- Ez a szócikk részben vagy egészben  a   Royal fish című angol Wikipédia-szócikk ezen változatának fordításán alapul.  Az eredeti cikk szerkesztőit annak laptörténete sorolja fel. Ez a jelzés csupán a megfogalmazás eredetét és a szerzői jogokat jelzi, nem szolgál a cikkben szereplő információk forrásmegjelöléseként.